# لیگ فوتبال استان سمنان
لیگ استان سمنان بالاترین سطح فوتبال در استان سمنان می‌باشد که در پنجمین سطح از فوتبال ایران و بعد از لیگ دسته سوم فوتبال ایران قرار دارد. قهرمان این جام به مسابقات کشوری لیگ دسته سوم فوتبال ایران راه می‌یابد و جواز حضور در جام حذفی را کسب می‌کند.
این مسابقات بخشی از برنامه ویژه آسیا است.

## نحوه برگزاری
مسابقات در یک مرحله و بین ۶ تیم برگزار می‌شود. قهرمان لیگ به لیگ دسته سوم فوتبال ایران صعود می‌کنداین مسابقات هر سال توسط هیئت فوتبال استان سمنان برگزار می‌شود.

## فصل ۹۷–۱۳۹۸
تیم‌های حاضر
- آریا سنگسر
- استقلال نوین دامغان
- پیام سرخه
- پیروزی کلاته
- سرخ جامگان
- استقلال گرمسار
- سامان سنگسر
- شهرداری سمنان
- شاهینی شاهرود